# Mustela erminea arctica
Mustela erminea arctica es una subespecie de  mamíferos carnívoros  de la familia Mustelidae subfamilia Mustelinae.

## Distribución geográfica
Se encuentra en las regiones  árticas de Alaska y del Canadá.